# جیرو سایتو
جیرو سایتو (به ژاپنی: 斎藤次郎) (زاده ۱۵ ژانویه ۱۹۳۶) کارآفرین، بازرگان و مدیر ارشد اجرایی ژاپنی است، که در حال حاضر به‌عنوان مدیر عامل اجرایی شرکت ژاپن پست هولدینگز فعالیت می‌نماید.